# Älgsjön (Silleruds socken, Värmland, 657781-130286)
Älgsjön är en sjö i Årjängs kommun i Värmland och ingår i Göta älvs huvudavrinningsområde. Sjön är 7 meter djup, har en yta på 0,756 kvadratkilometer och befinner sig 121,5 meter över havet. Sjön avvattnas av vattendraget Älgåbäcken.

## Delavrinningsområde
Älgsjön ingår i det delavrinningsområde (657865-130308) som SMHI kallar för Mynnar i Östra Silen. Medelhöjden är 154 meter över havet och ytan är 15,72 kvadratkilometer. Det finns ett avrinningsområde uppströms, och räknas det in blir den ackumulerade arean 26,34 kvadratkilometer. Älgåbäcken som avvattnar avrinningsområdet har biflödesordning 4, vilket innebär att vattnet flödar genom totalt 4 vattendrag innan det når havet efter 249 kilometer. Avrinningsområdet består mestadels av skog (83 procent). Avrinningsområdet har 0,96 kvadratkilometer vattenytor vilket ger det en sjöprocent på 6,1 procent.